# Eucyclopera carpintera
Eucyclopera carpintera là một loài bướm đêm thuộc phân họ Arctiinae, họ Erebidae.